# Michael Chandler
Michael Otis Chandler (ur. 21 kwietnia 1958 w San Marino) – amerykański kierowca wyścigowy.

## Kariera
Chandler rozpoczął karierę w międzynarodowych wyścigach samochodowych w 1979 roku od startów w USAC Mini-Indy Series, gdzie czterokrotnie stawał na podium, w tym raz na jego najwyższym stopniu. Uzbierane 903 punkty pozwoliły mu zdobyć tytuł wicemistrza serii. W późniejszym okresie Amerykanin pojawiał się także w stawce Amerykańskiej Formuły Super Vee Robert Bosch/Valvoline Championship, World Challenge for Endurance Drivers, CART Indy Car World Series, World Championship for Drivers and Makes, Indianapolis 500, IMSA Camel GTO, USAC Gold Crown Championship, IMSA GTU Championship oraz American Racing Series.
W CART Indy Car World Series Chandler startował w latach 1980-1984. Najlepszy wynik Amerykanin osiągnął w 1981 roku, kiedy uzbierane 37 punktów dało mu osiemnaste miejsce w klasyfikacji generalnej.